# Bruqin
Bruqin, en arabe : إبروقين, est une ville du gouvernorat de Salfit en Palestine. Elle est située à treize kilomètres à l'ouest de Salfit au nord-ouest de la Cisjordanie.
Selon le recensement du bureau central palestinien des statistiques, la localité compte une population de 4 047 habitants en 2017.